# Corethrella bicolor
Corethrella bicolor är en tvåvingeart som beskrevs av Art Borkent 2008. Corethrella bicolor ingår i släktet Corethrella och familjen Corethrellidae. Inga underarter finns listade i Catalogue of Life.